# 市田站
市田站（日语：／ Ichida eki */?）是位於日本長野縣下伊那郡高森町下市田的東海旅客鐵道（JR東海）飯田線車站。

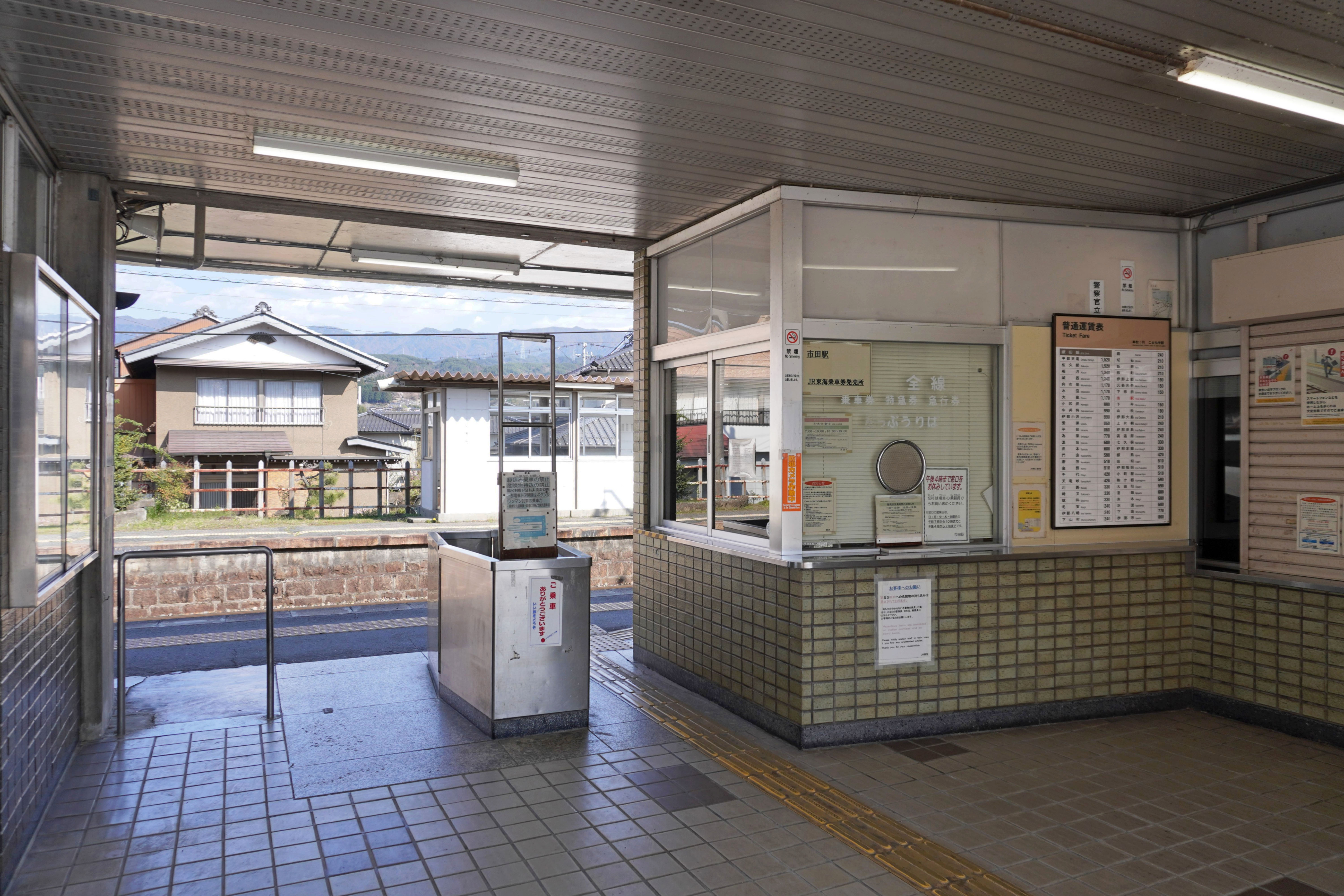
閘口(2023年4月)

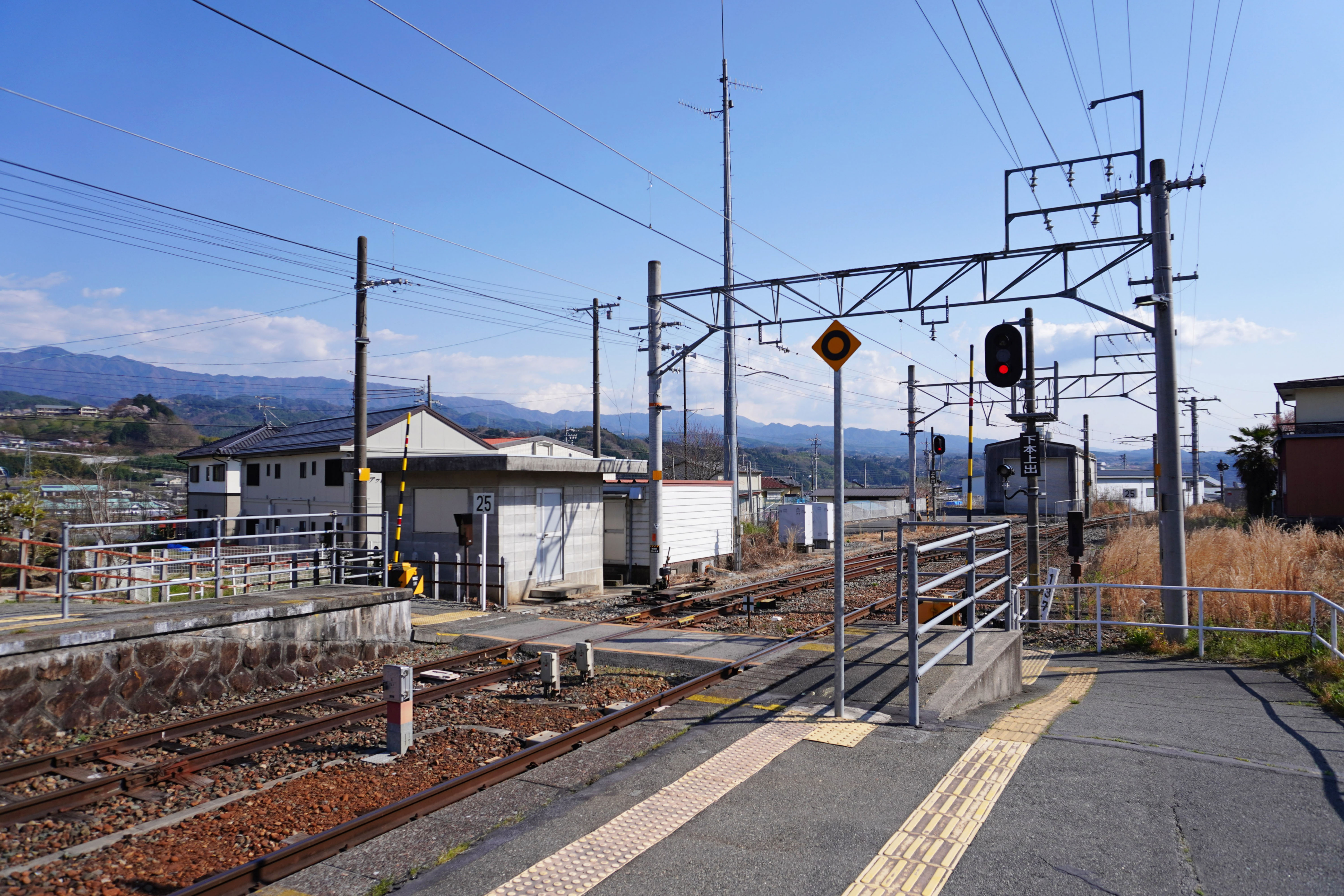
平交道(2023年4月)

## 車站構造

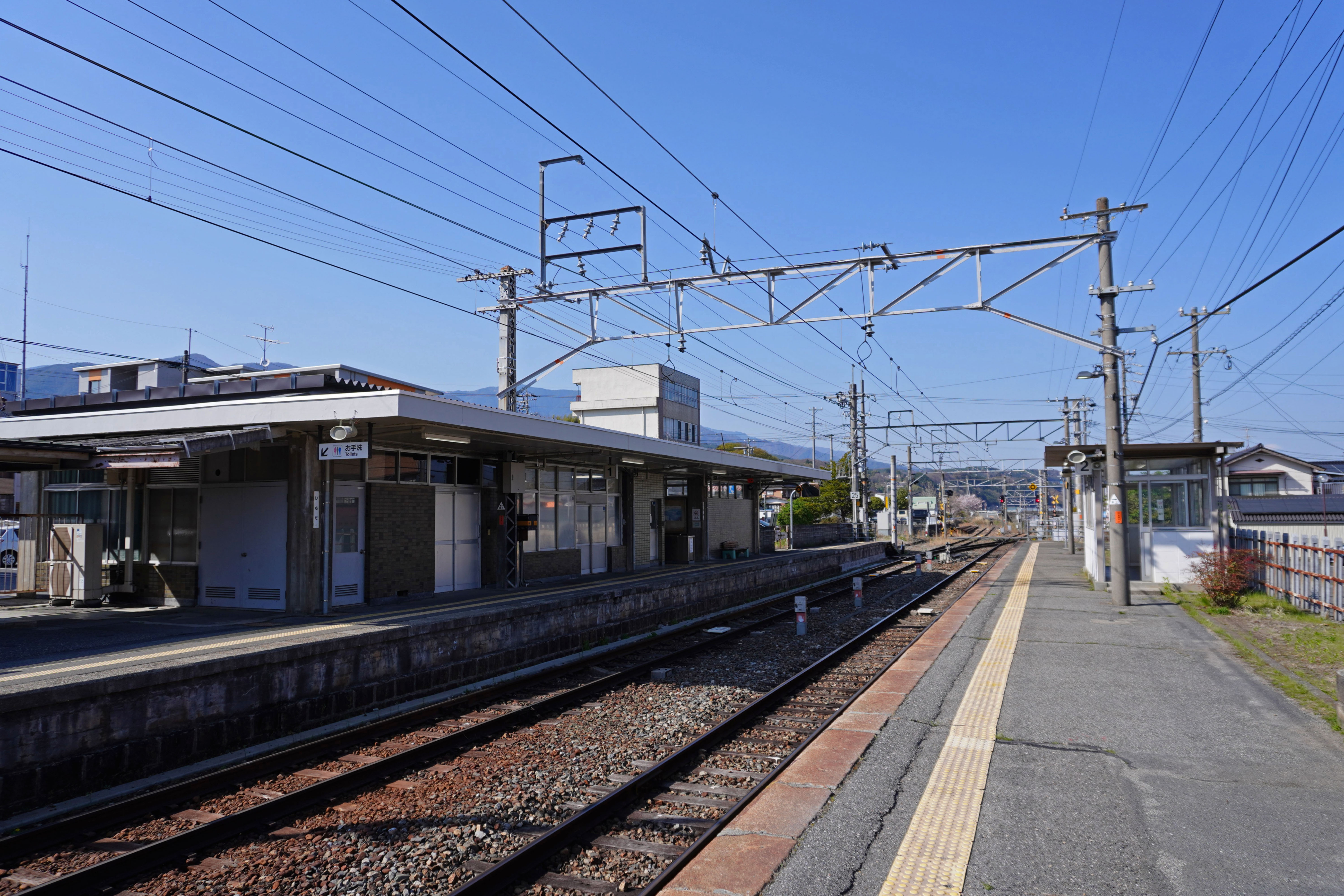
月台(2023年4月)

- 相對式月台，2面2線，可以列車交會。車站北面設有側線，以便晚間列車停泊用。
- 地面車站。
- 由飯田站管理的晚間或早上無人站。
- 設有位於西側的站舍、綠窗口。

### 月台配置
| 月台 | 路線   | 方向 | 目的地           |
| ---- | ------ | ---- | ---------------- |
| 1    | 飯田線 | 下行 | 辰野方向         |
| 2    | 飯田線 | 上行 | 飯田、天龍峽方向 |

## 車站周邊
- 六地藏尊
- 高森町消防局第一分隊第一班（高森1-1）
- 高森町商工會館
- 國道153號
- 下伊那厚生醫院
- 天龍川船下市田港
- 八十二銀行市田分店

## 历史
- 1923年（大正12年）3月13日 - 伊那電氣鐵道線山吹站至市田站延伸段啟用。新設市田站終點站。
- 1923年（大正12年）3月18日 - 伊那電氣鐵道線山吹站至元善光寺站延伸段啟用。成為一個中途站。
- 1943年（昭和18年）8月1日 - 伊那電氣鐵道線國有化，成為國鐵飯田線車站。
- 1961年（昭和36年）6月 - 因豪雨而造成的水災，使車站周邊的路軌不能通行。
- 1969年（昭和44年）2月2日 - 新站舍建成。
- 1982年（昭和57年）11月1日 - 貨物起卸服務停止。
- 1983年（昭和58年）2月24日 - 開始業務委託。
- 1985年（昭和60年）3月14日 - 行李起卸服務停止。
- 1987年（昭和62年）4月1日 - 因國鐵分割民營化，本站成為東海旅客鐵道的車站。
- 2011年（平成23年）5月31日 - 在建議中的中央新幹線，JR預計路線在長野縣的車站是會在本站至下市田站的周邊地區，也可能在南方的農地[2]。

## 相鄰車站
東海旅客鉄道
 飯田線
■快速「水篶」
元善光寺－市田－伊那大島
■普通
下市田－市田－下平